# 二石 (加利福尼亞州)
二石（英語：Two Rock）是位於美國加利福尼亞州索諾馬縣的一個非建制地區。該地的面積和人口皆未知。

## 地理
二石的座標為38°15′59″N 122°47′32″W / 38.26639°N 122.79222°W，而該地的平均海拔高度為25米（即82英尺）。